# Gujo
Gujo (郡上市 -shi) é uma cidade japonesa localizada na província de Gifu.
Em 1º de novembro de 2004, a cidade tinha uma população estimada em 49 626 habitantes e uma densidade populacional de 48 hab./km². Ela apresenta uma área total de 1 030,79 km².
Recebeu o estatuto de cidade em 1º de março de 2004, devido à fusão de Gujo, Hachiman, Shirotori, Takasu, Minami, Meihou e Wara.